# Mecklenburg
Mecklenburg, vùng lịch sử của Đông Bắc nước Đức, nằm dọc theo đồng bằng ven biển Baltic, cách vịnh Lübeck khoảng 160 km về phía Đông. Hiện nay, vùng này được bao gồm phần phía Tây và phần lớn hơn của bang Mecklenburg-Vorpommern.

## Lịch sử
Đến thế kỷ thứ 7 sau Công nguyên, người Slav Obodrite và Veleti (Lyutichi) ở phía Tây và phía Đông đã thay thế các cư dân German trước đó. Năm 1160, dưới thời Heinrich Sư tử, công tước xứ Sachsen, Kitô giáo và sự thống trị của Đức đã được đưa vào. Pribislaw, con trai của người cai trị Obodrite bị đánh bại Niklot, trở thành chư hầu của Heinrich và thành lập vương triều Mecklenburg. Trong một loạt các cuộc phân chia, bốn dòng riêng biệt đã được thành lập bởi các chắt của Pribislaw vào thế kỷ 13: Mecklenburg (được đặt tên theo lâu đài của vương tộc, Mikilinborg, phía Nam Wisma), Rostock, Güstrow (hoặc Werle) và Parchim. Năm 1436, dòng Mecklenburg đã thừa hưởng lại toàn bộ quyền thừa kế. Trong khi đó, họ đã giành được quyền lãnh chúa của Stargard vào năm 1292 và quyền bá tước của Schwerin vào năm 1358. Vào năm 1348 Karl IV của Thánh chế La Mã đã phong cho những người thuộc gia tộc Mecklenburg làm công tước và công tử của Thánh chế.
Mecklenburg trở thành vùng theo đạo Tin Lành trong thời kỳ Cải cách, và vào thế kỷ 16 và đầu thế kỷ 17, vùng này liên tục được chia thành hai công quốc, Mecklenburg-Schwerin (phía Tây) và Mecklenburg-Güstrow (phía Đông). Trong Chiến tranh Ba mươi năm, Albrecht von Wallenstein vào năm 1627–31 đã lật đổ các công tước đứng về phía Christian IV của Đan Mạch, nhưng các công tước đã được Thụy Điển phục hồi. Theo Hòa ước Westfalen (1648), Thụy Điển đã chiếm được Wismar và các vùng phụ cận, nơi mà họ nắm giữ cho đến năm 1803.
Với sự tuyệt chủng của dòng họ Güstrow vào năm 1695, Mecklenburg một lần nữa được thống nhất nhưng sau đó bị chia cắt vĩnh viễn bởi Hiệp ước Hamburg (1701). Phần lớn lãnh thổ thuộc về Mecklenburg-Schwerin, trong khi Mecklenburg-Strelitz bao gồm Công quốc Ratzeburg ở phía Tây ắc và Lãnh địa Stargard ở phía Đông Nam. Năm 1808, cả hai công quốc đều gia nhập Liên bang Rhein do Napoléon Bonaparte thành lập; Đại hội Viên năm 1814–1815 công nhận họ là các đại công quốc và là thành viên của Bang liên Đức. Họ đứng về phía Phổ trong Chiến tranh Bảy tuần (1866) và gia nhập Liên bang Bắc Đức năm 1867 và Đế quốc Đức năm 1871. Sau Chiến tranh thế giới thứ nhất, theo Hiến pháp Weimar, các chế độ đại công quốc đã bị bãi bỏ để ủng hộ các chính phủ được bầu. Chính quyền Đức Quốc xã năm 1934 đã sáp nhập hai bang thành một bang Mecklenburg, sau Chiến tranh thế giới thứ hai, với một số điều chỉnh về lãnh thổ, đã từng là đất của Cộng hòa Dân chủ Đức trong thời gian ngắn (1949–1952) trước khi bị giải thể thành Bezirke (huyện) Rostock, Schwerin và Neubrandenburg. Trước khi Đông và Tây Đức thống nhất vào năm 1990, Vùng đất trước đây đã được tái lập từ các huyện này thành Mecklenburg-Vorpommern.

## Kinh tế

### Nông nghiệp
Một vùng đất bằng phẳng, Mecklenburg nổi tiếng với các vùng đất nông nghiệp—nơi sản xuất hạt diêm mạch, lúa mì, lúa mạch và ngô—và chăn nuôi, đặc biệt là gia súc và giống ngựa Mecklenburger. Gần đây, do những biến động và sự gián đoạn môi trường do toàn cầu hóa tạo ra, nông dân Đức đã trở nên lo ngại về các loài có khả năng xâm lấn như loài Đà điểu Nam Mỹ lớn và ong bắp cày châu Á.

### Du lịch
Mecklenburg đã chứng kiến sự gia tăng mạnh mẽ về du lịch kể từ khi thống nhất nước Đức vào năm 1990, đặc biệt là với các bãi biển và khu nghỉ dưỡng ven biển ở Biển Baltic (" German Riviera", Warnemünde, Boltenhagen, Heiligendamm, Kühlungsborn, Rerik và những nơi khác), Cao nguyên Hồ Mecklenburg (Mecklenburgische Seenplatte) và Mecklenburg Thụy Sĩ (Mecklenburgische Schweiz) với vẻ hoang sơ thiên nhiên, các thị trấn Hanse cổ như Rostock, Greifswald, Stralsund và Wismar (hai thị trấn sau là Di sản Thế giới) nổi tiếng với các tòa nhà theo kiến trúc Gothic bằng gạch thời Trung Cổ và các dinh thự hoàng gia trước đây của Schwerin, Güstrow, Ludwigslust và Neustrelitz.

## Những nhân vật nổi tiếng ở Mecklenburg

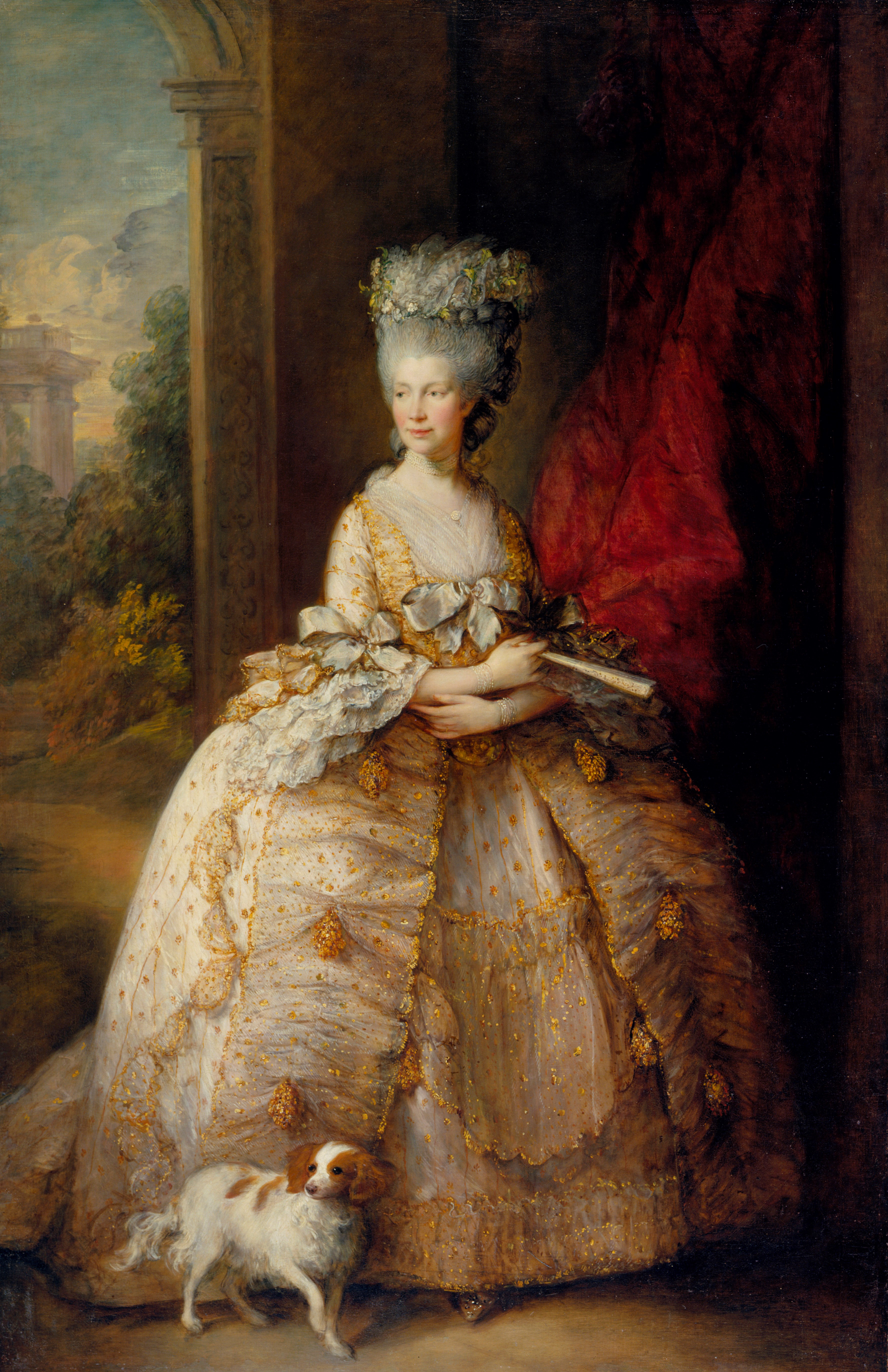
Vương hậu Charlotte, 1781

- Gebhard Leberecht von Blücher (1742–1819), Lãnh đạo Quân đội Phổ
- Charlotte xứ Mecklenburg-Strelitz (1744–1818), vợ vua George III, vương hậu Liên hiệp Anh và Hannover và là bà nội Nữ hoàng Victoria.
- Fritz Reuter (1810–1874), nhà thơ và tiểu thuyết gia
- Ludwig Jacoby, (1813–1874), sinh ra ở Altstrelitz, một tác giả và giáo sĩ Giám lý
- Heinrich Schliemann (1822–1890), nhà khảo cổ học cổ điển
- Siegfried Marcus (1831–1898), người tiên phong trong lĩnh vực ô tô
- Gottlob Frege (1848–1925) một nhà triết học, nhà logic học và nhà toán học người Đức.
- Johannes Gillhoff (1861–1930), giáo viên, tác giả của cuốn sách về những người di cư Mecklenburg đến Hoa Kỳ
- Michael Buddrus (sinh 1957), nhà sử học
- Jan Ullrich (sinh 1973) a Cựu vận động viên đua xe đạp chuyên nghiệp người Đức.